# Peltistromella brasiliensis
Peltistromella brasiliensis är en svampart som beskrevs av Höhn. 1907. Peltistromella brasiliensis ingår i släktet Peltistromella, divisionen sporsäcksvampar och riket svampar.   Inga underarter finns listade i Catalogue of Life.